# Богдан Прах
Богдан Прах (нар. 23 серпня 1960, Лісько, Підкарпатське воєводство, Польща) — священник Української греко-католицької церкви, доктор філософії, громадський діяч, провідний науковець у галузі церковної історії. Ректор Українського католицького університету (2013– 2023), ректор Львівської духовної семінарії Святого Духа (1998—2007), засновник фонду ім. Митрополита Андрея Шептицького (1998). У 2001 році очолював організаційний комітет приїзду Папи Римського Івана Павла II до України. Зініціював та спроєктував будівництво Львівської духовної семінарії Святого Духа на вулиці Хуторівка (тепер проспект Папи Івана Павла ІІ) у Львові. З 2011 по 2012 рік очолював комітет з відновлення Собору Святої Софії в Римі, який був побудований в кінці 60-х років 20-го століття Патріархом Йосифом Сліпим і є частиною комплексу Українського католицького університету в Римі.

## Біографічні відомості
Народився 23 серпня 1960 року в місті Лісько, Підкарпатського воєводства, Польща.
Освіта
У 1979-1985 роках навчався на богословському факультеті Люблінського католицького університету (Польща), де здобув ступінь магістра богослов'я.
У 1987-1992 роках навчався на аспірантурі у Люблінському католицькому університеті і на історичному факультеті   Університету імені Марії Кюрі-Склодовської в Любліні (Польща).
24 травня 1994 року захистив докторську дисертацію в Університеті імені Марії Кюрі-Склодовської в Любліні (Польща) та здобув науковий ступінь доктора гуманітарних наук. Тема дисертації – «Апостольська адміністрація Лемківщини, 1934 – 1947». 
26 червня 2014 року – захистив кандидатську дисертацію та отримав диплом кандидата історичних наук за спеціальністю «Релігієзнавство» в Національному університеті «Острозька академія».
28 квітня 2015 року – присвоєно вчене звання доцента кафедри церковної історії рішенням Атестаційної колегії МОН України.
20 листопада 2015 року здобув ступінь габілітованого доктора в Українському Вільному університеті  у Мюнхені (Німеччина).

###### Душпастирська діяльність
7 липня 1985 — отримав єрейські свячення з рук архиєп. Мирослава Марусина, Перемишль.
1985—1987 — парох на Лемківщині (Лосьє, Устя Руське, Новиця, Гладишів).
1987—1990 — душпастир у США (Бінгемтон, Гартфорд, Глен Спей).
1990-1997 –  Парох церкви преображення Господнього у місті Ярослав, обслуговував ще парафії (Горлиці, Кобильниця Волоська і Хотинець, Сенява і Ветлин).
З 1997 року – Член катедральної капітули Перемиської єпархії.
Адміністративна, педагогічна діяльність
У 1991-1996 роках – декан Перемиського деканату УГКЦ в Польщі.
У 1997 році, прийнявши запрошення віце-ректора Львівської богословської академії Бориса Ґудзяка, був призначений проректором з економічних та адміністративних питань відновленої академії. У цьому ж році розпочав викладацьку діяльність, читав курс «Історія християнства».З 1997 року по 2013 рік – викладач Львівської богословської академії та Львівської духовної семінарії Святого Духа.
У 1998 році призначений ректором Львівської духовної семінарії Святого Духа, яка на той час знаходилась в смт. Рудне Львівської області на відстані 12 км від м. Львів. З 1999 року розпочалась праця над проектуванням та будівництвом нового комплексу Духовно-освітнього центру УГКЦ безпосередньо у м. Львові. Міська влада виділила під це будівництво територію площею близько 17 га на вул. Хуторівка у Львові. Протягом 2001—2005 років за проєктом групи архітекторів проєктної фірми «Сенс-ПП» було збудовано новий комплекс споруд у складі корпусу Львівської Духовної семінарії, Філософсько-богословського факультету Українського католицького університету, господарського корпусу семінарії та будівлі студентату оо. Редемптористів. Посвячення новозбудованого комплексу Львівської Духовної Семінарії УГКЦ відбулося в серпні 2005 року у Львові за участі Патріярха Любомира (Гузара) та членів Синоду єпископів УГКЦ. За реалізацію цього комплексу Указом Президента України № 569 про присудження Державних премій України в галузі архітектури 2008 року отця-доктора Праха Богдана та інших осіб, які брали безпосередню участь у цій великій праці, було відзначено Державною премією України в галузі архітектури.
У 1999-2002 роках – Сенатор Львівської богословської академії.
У 2001 році очолював Церковний організаційний комітет приїзду Папи Римського Івана Павла II до України. 
З 2002 року донині – Сенатор Українського католицького університету.
У 2002-2003 роках – Керівник Патріаршої курії.
У 2007—2013 роках обіймав посаду проректора із зовнішніх зв'язків Українського католицького університету. З 2011 до 2012 очолював роботи з реставрації собору Святої Софії в Римі, який був споруджений в кінці 60-х років XX століття патріархом Йосифом (Сліпим) та є частиною комплексу Українського католицького університету в Римі.
2007-2013 роки – Викладач кафедри Церковної історії УКУ.
З 2009 року  донині – Керівник відділу церковних архівів УГКЦ.
У 2010-2016 роках – Член управи Святої Софії у Римі.
3 вересня 2013 року декретом Великого канцлера УКУ Блаженнішого Святослава (Шевчука) о. Богдана Праха призначено ректором Українського католицького університету.
«Ви добре знаєте, як мені важко було з тим змиритися, з тим урядом. Це для мене не чергова посада, це велика відповідальність перед вами, історією і моїми попередниками, будівничими ЛБА і УКУ. Це для мене новий виклик, тому прошу про молитви і підтримку», — подякував Блаженнішому патріарху Святославу о. Богдан Прах у вітальному слові. Отець очолював УКУ до 2023 року.
У 2014-2019 роках – Голова релігійної організації  «Місіонерське товариство (Місія) УГКЦ «Патріарша фундація». 
У 2015-2024 роках – Голова Комісії кадрового забезпечення УГКЦ.
З 2017 року донині – Директор історичного архіву УГКЦ в Римі.
З 2023 року - Віцепрезидент Українського католицького університету.

###### Громадська діяльність
У 1998 році – заснував Культурно-мистецький фонд імені Митрополита Андрея Шептицького,а у 2000-2007 роках був його Генеральним директором .
З 2017 року донині – член Наглядової ради Ліцею «Еколенд».
З квітня 2023 року – Керівник наглядової ради благодійного фонду «Незламні».

## Відзнаки
- Державна премія України в галузі архітектури (2008)[1]
- Орден «За заслуги» ІІІ ступеня (2015)[2][3]
- Олександрівська премія родини Ґудзяків «Ad fontes» (2016)[4]
- Премія фундації Антоновичів (2016)[5]

## Публікації
Монографії
1. Слава во вишніх Богу. Під покровом ярославської Богоматері «Милосердя двері». Варшава: Видавництво «Український Архів», 1996. — 160 с.
2. «Myłoserdia dweri». Sanktuarium Maryjne w Jarosławiu. Warszawa: Oficyna wydawnicza «Archiwum Ukraińskie», 1996. — 160 S.
3. Духовенство Перемиської єпархії та Апостольської адміністрації Лемківщини (видання у 2-х томах) — Львів: Вид-во УКУ, 2015.
4. Милосердя Двері. Чудотворна ікона Ярославської Богоматері—  Львів: Вид-во УКУ, 2016.

Публікації у фахових виданнях
1. Apostolska Administracja Łemkowszczyzny. Lemkowie w historii i kulturze Karpat / Pod red. J. Czajkowskiego. — Rzeszów, 1992. — Cz. 1. — S. 299—311.
2. Репресії супроти греко-католицького духовенства Перемиської єпархії та Апостольської Адміністрації Лемківщини (1939—1947). Історія релігій в Україні і світі: збірник наукових праць. Серія "Історичне релігієзнавство. — Острог: Вид-во Національного університету «Острозька академія», 2012. — Вип. 7. — С. 204—217.
3. Наукові студії і джерела з культурно-релігійного життя лемків (до історії Апостольської Адміністрації Лемківщини). Релігія та Соціум. Міжнародний часопис. –№ 1 (9). — Чернівці: Чернівецький нац. ун-т. 2013. — С. 45-55.
4. Участь греко-католицьких священиків Лемківщини у політичних подіях 1918—1919 рр. Збірник наукових праць «Гілея: науковий вісник». — Київ, 2013. –Вип. 73. — C. 25-27.
5. Греко-католицьке духовенство Перемиської єпархії та Апостольської адміністрації Лемківщини 1939—1947 — вбиті і репресовані. Богословія. — Львів, 1999. — Т. 63. — С. 116—140.
6. О. Богдан Прах. (23.01.2023). Господнє Різдво — промінь світла в темряві зла. 23.01.2023. eKAI. https://www.ekai.pl/narodzenie-panskie-swiatlosc-w-gestym-mroku-zla-wyklad-rektora-lwowskiego-uniwersytetu/